# Dresdner Liederkreis
Der Dresdner Liederkreis war eine literarisch-gesellschaftliche Vereinigung des frühen 19. Jahrhunderts in Dresden.  
Sie hatte einen beträchtlichen Einfluss auf das Geistesleben der Stadt.

## Geschichte
Ende 1814 bildete sich auf Anregung von Christian Adolf von Seckendorff (1767–1833) eine Vereinigung von literarisch und künstlerisch interessierten Vertretern des Bürgertums und des Adels. Die wöchentlichen Treffen bei „Thee und Butterbrod“ führten zum Namen „Dichterthee“.
Nachdem Seckendorff bereits 1815 Dresden verlassen hatte, ergriff der sächsische Minister Gottlob Adolf Ernst von Nostitz und Jänkendorf (1765–1836) die Initiative zum Weiterbestehen der Versammlungen. Man traf sich nunmehr alle vierzehn Tage, meistens freitags, und zwar abwechselnd in den Wohnungen der verheirateten Mitglieder. Auch die Ehefrauen und die erwachsenen Töchter waren anwesend. Gäste waren willkommen. In geselliger Runde wurden literarische Neuerscheinungen besprochen oder eigene Arbeiten vorgestellt, bisweilen aber auch musiziert. Höhepunkt jeden Jahres war die gemeinsame Silvesterfeier mit poetischen Spielen, Dramen und Lotterien. Ab etwa 1817 lautete der Name der Versammlung „Dresdner Liederkreis“.
Zu dieser Zeit stieß auch Carl Maria von Weber (1786–1826) zu der Runde und lernte Johann Friedrich Kind (1768–1843) kennen. Aus ihrer Zusammenarbeit entstand die Oper Der Freischütz. Ab 1817 ist Webers Tagebuch zu entnehmen, wo jeweils der Liederkreis tagte. Zu seiner Zeit traf man sich auch vor den Toren Dresdens beispielsweise auf dem barocken Weingut Kynast.
Der Liederkreis verfügte über eine eigene Zeitschrift, die Dresdner Abend-Zeitung. Sie erschien täglich außer Sonntag und wurde von Theodor Hell (1775–1856) und bis 1826 auch von Johann Friedrich Kind (1768–1843) herausgegeben. Damit hatte der Liederkreis auch überregional Ausstrahlung und Einfluss.
Nostitz’ Tod 1836 bedeutete auch das endgültige Aus des Liederkreises, wobei etwa ab 1830 die Zahl der Treffen schon zurückging. Einige Mitglieder des Liederkreises wechselten in den 1828 gegründeten Verein Albina, der bis ins letzte Drittel des Jahrhunderts existierte, zuletzt als rein geselliger Verein.
Die Akzeptanz des Liederkreises war ambivalent. Einerseits waren prominente Dresdenbesucher daran interessiert, als Gast den Kreis kennenzulernen, andererseits wurde das literarische Niveau aber vielfach auch belächelt. Herman Anders Krüger (1871–1945) bezeichnete später den Kreis als pseudoromantisch.

## Mitglieder
In der fast zwanzigjährigen Geschichte des Liederkreises wechselten naturgemäß die Mitglieder. Meist wird von einem Bestand von etwa zwölf Personen berichtet. In der folgenden Liste sind alle Personen aufgeführt, die in der angegebenen Literatur als Mitglieder genannt sind und zugleich das breite gesellschaftliche Spektrum des Vereins demonstrieren.
- Carl August Böttiger (1760–1835), Journalist, Philologe, Archäologe
- Friedrich Ludwig Breuer (1786–1833), Diplomat, Dichter, Übersetzer
- Wilhelmina von Chezy (1783–1856), Journalistin, Dichterin und Librettistin
- Karl August Förster (1784–1841), Professor, Dichter, Schriftsteller
- Eduard Heinrich Gehe (1793–1850), Jurist, Dichter, Buchzensor
- Johann Georg Geißler (1760–1830), Advokat, Regierungsrat
- Friedrich Christian August Hasse (1773–1848), Historiker, Schriftsteller
- Friederike Wilhelmine Hartwig (1777–1849), Schauspielerin
- Theodor Hell (1775–1856), Jurist, Schriftsteller, Theatersekretär
- Friedrich von Kalckreuth (1790–1873), Schriftsteller, Dramatiker
- Johann Friedrich Kind (1768–1843), Jurist, Schriftsteller, Dichter
- Friedrich Adolph Kuhn (1774–1844), Rechtsanwalt, Dichter
- Friedrich Laun (1770–1849), Schriftsteller
- Otto Heinrich Graf von Loeben (1786–1825), Schriftsteller
- Ernst von der Malsburg (1786–1824), Jurist, Diplomat, Übersetzer
- Gottlob Adolf Ernst von Nostitz (1765–1836), Gutsherr, Konferenzminister
- Johann Gottlob von Quandt (1787–1859), Kunstsammler, Schriftsteller
- Karl Streckfuß (1779–1844), Hauslehrer, Verwaltungsbeamter, Schriftsteller
- Fanny Tarnow (1779–1862), Erzieherin, Schriftstellerin, Übersetzerin
- Carl Christian Vogel von Vogelstein (1788–1868), Maler
- Carl Maria von Weber (1786–1826), Komponist, Kapellmeister
- Karl Christian Leberecht Weigel (1769–1845), Arzt, Hofrat
- Therese aus dem Winckel (1779–1867), Harfenistin, Malerin, Schriftstellerin